# Davor Sučić
Davor Sučić (Sarajevo, 7. lipnja 1961.), poznatiji kao Sejo Sekson, je bosanskohercegovački rock and roll glazbenik, skladatelj, tekstopisac, glazbeni producent, glumac i redatelj. Najpoznatiji je kao vođa sastava i suosnivač sarajevske rock skupine Zabranjeno Pušenje. Sudjelovao je u radu na svim izdanjima Zabranjenog pušenja. Bio je jedan od utemeljitelja pokreta novi primitivizam u svom rodnom gradu Sarajevu. Također je sudjelovao i u humorističnoj seriji Top listi nadrealista.

## Glazbena karijera

### Od 1980. do 1990. godine
Sučić je počeo svirati gitaru u dobi od 12 godina. Godine 1978. osnovao je rock bend po imenu Pseudo Blues Band s Nenadom Jankovićem, pjevačem i klavijaturistom koji je tada bio njegov susjed u sarajevskom kvartu Koševo. Bend je radio na snimanju psihodeličnih skladbi u domaćoj produkciji i nije imao nastupe uživo niti službena izdanja. Godine 1980. dvojcu se pridružuje bubnjar Zenit Đozić, a bend mijenja naziv u Pseudo Blues Band Zabranjeno pušenje. U bendu je bio i mlađi brat Nenada Jankovića, Dražen.
U početku, koristeći pseudonim Elvis J. Spahović, Sučić postaje jedan od utemeljitelja pokreta novi primitivizam u Sarajevu. Godine 1981., dok je većina članova benda otišla na odsluženje vojnog roka, Sučić i Dražen Janković se sastaju s Mirkom Srdićem i formiraju bend Elvis J. Kurtović & His Meteors. Ubrzo se bend proširuje novim članovima kada dolaze Dražen Ričl i Radomir "Hare" Gavrilović. Skupina zamišljena kao neobavezno druženje počinje s koncertima već u jesen 1981. godine. Bend uskoro pribavlja status kultne skupine čiji uspjeh premašuje onaj njihovih matičnih skupina. U to vrijeme, Sučić i Srdić pišu pjesme koje će se naći na njihovom debi albumu Mitovi i legende o kralju Elvisu, objavljenom 1984. godine. Istodobno je Sučić radio na prvoj pjesmi Zabranjenog pušenja, "Penzioneri na more idu zimi", za Radio Sarajevo. Na nastupima ove grupe počinje koristiti umjetničko ime Sejo Sexon. Godine 1982. Sučić je napustio skupinu Elvis J. Kurtović & His Meteors.
Sučić je sa Zabranjenim pušenjem nastupao po sarajevskim klubovima dvije godine prije nego što su u jesen 1983. godine počeli sa snimanjem pjesama za njihov debitantski album. Proces snimanja pjesama, u skromnom studiju producenta Paše Ferovića, trajao je sedam mjeseci prije nego što je u travnju 1984. godine objavljen album Das ist Walter. Jugoton album prvo izdaje u samo 3.000 primjeraka, što je jasno ukazivalo na izrazito niskim tržišnim očekivanjima. Iako je album bio objavljen u malom tiražu, konačni broj prodanih primjeraka od 100.000 postavlja rekord za prekoračenje početnog tiraža; za 30 puta je premašen prvi tiraž. Skupina 1984. godine kreće na koncertnu turneju s 60 koncerata po najvećim dvoranama u bivšoj državi i postaje najveća rock atrakcija nakon samo jednog albuma.
U drugom dijelu 1980-ih, Sučić je napisao, aranžirao i producirao pjesme za još tri studijska albuma Zabranjenog pušenja. Drugi studijski album Dok čekaš sabah sa šejtanom zagrebački Jugoton je izdao 11. lipnja 1985. godine. Treći i četvrti studijski album, Pozdrav iz zemlje Safari i Male priče o velikoj ljubavi, objavljeni su 1987. i 1989. godine u izdanju sarajevske diskografske kuće Diskoton. Godine 1990. Sučić skupa s Darkom "Minkom" Ostojićem i Farisom Arapovićom je napustio Zabranjeno pušenje zbog različitog pogleda na viziju benda i politički angažman. U to vrijeme, Sučić i Ostojić rade na svom solo projektu za Diskoton, no taj studijski album nije objavljen zbog početka rata u BIH.

### Od 1995. do 2010. godine
Nakon rata Sučić se preselio u Zagreb, gdje je živio neko vrijeme. Kasnije se vratio u svoj rodni grad Sarajevo, i skupa s Mirkom Srdićem obnovio Zabranjeno pušenje. Prateći bend Top liste Nadrealista s članovima Sejo Kovo, Đani Pervan, Dušan Vranić i Samir Ćeramida postaju jezgra novog Zabranjenog Pušenja. U to vrijeme bend radi na svom novom studijskom albumu. Tako se peti album Zabranjenog pušenja Fildžan viška izdaje 1997. godine u izdanju Dallas Recordsa i Nimfa Sounda. Sučić je uz pomoć Srdića napisao sve pjesme te producirao album. U studenom 1995. godine u Zagrebu Sučić je osnovao nezavisnu izdavačku kuću i tvrtku za video produkciju TLN-Europa.
U ožujku 1999. godine Sučić je završio šesti studijski album Zabranjenog pušenja pod naslovom Agent tajne sile. Album je objavljen u lipnju iste godine. Sljedeći studijski album Bog vozi Mercedes objavljen je u prosincu 2001. godine. Ovaj album je snimljen u domaćoj produkciji u improviziranim studijima u Bjelolasici i Ivanić-Gradu. Album je bio zamišljen kao odmak od velikih glazbenih projekata tako da nitko nije očekivao da će to postati najprodavaniji album Zabranjenog pušenje nakon rata, koji se prodao u više od 35.000 primjeraka. Sučić je napisao scenarij i režirao četiri spota (od šest ukupno) s tog albuma. Za pjesmu "Arizona Dream" osvojio je Davorinovu nagradu za najbolju rock pjesmu 2002. godine.
Sučić je 2002. godine otišao sa Zabranjenim pušenjem na turneju po Sjedinjenim Američkim Državama. Tada su snimili i drugi uživo album grupe u St. Louisu. Za promotivne svrhe napravili su spot za, veliki hit 1980-ih, pjesmu "Zenica Blues" točno 20 godina po objavljivanju ove pjesme. Kruna ovog perioda je nastup na festivalu Baščaršijske noći u Sarajevu, gdje na otvorenom koncertu Zabranjenog pušenja svira pred 15 tisuća ljudi.
Sredinom 2004. godine, Sučić počinje raditi na novom izdanju Zabranjenog pušenja, dvostrukom albumu Hodi da ti čiko nešto da!. Sljedeće godine sklada glazbu za bosanskohercegovačku akcijsku-komediju Nafaka koji izlazi 2006. godine. Na tom projektu je imao priliku surađivati i s renomiranim glazbenicima različitih žanrova, kao što su: Halid Bešlić, Arsen Dedić, Lucija Šerbedžija i zbor Arabeske. U lipnju 2006. godine pjesma "Nema više", prvi singl s albuma Hodi da ti čiko nešto da!, zasjeda na 1. mjesto mnogih radio postaja. Sučić je napisao ovu pjesmu s bosanskim piscem Nenadom Veličkovićem. Zabranjeno pušenje 16. studenoga 2006. godine izdaje spomenuti studijski album, ukupno svoj osmi. U isto vrijeme Sučić je komponirao i glazbu za kazališnu predstavu Grad od snova Narodnog kazališta u Tuzli.
Do kraja 2006. godine Sučić počinje raditi na formiranju skupine Shaderwan Code u koji pored članova benda Zabranjenog pušenja uključuje i članice zbora Arabeske. Pjesme ove skupine objedinjuju folk tradiciju Zapadnog Balkana, islamsku poetiku Bošnjaka i bosanskih muslimana, ideju rock and rolla kao prvenstveno progresivne i za različite utjecaje otvorene glazbe, ali i klasični jazz zvuk. Pjesme za njihov debitantski studijski album Kad procvatu behari snimaju se tijekom 2009. godine.
U jesen 2008. godine Sučić radi na novom albumu Zabranjenog pušenje skupa s gitaristom benda Tonijem Lovićem. Godinu dana poslije deveti studijski album Muzej Revolucije se izdaje 7. studenoga, na 92. obljetnici Oktobarske revolucije.

### Poslije 2010. godine
Godine 2011. Sučić je režirao glazbeni video spot za treći single s albuma Muzej Revolucije, pod nazivom "Kada Sena pleše". Bio je to njegov redateljski debi, a napisao je scenarij za taj video. U travnju 2011. godine Sučić s bendom Shaderwan Code izdaje njihov debitantski album Kad procvatu behari. Nakon toga on je režirao još jedan spot, i to za pjesmu "Samir-time", peti i posljednji singl s Muzeja revolucije.
Tijekom 2012. godine Sučić je s Lovićem napisao i producirao deset novih pjesama koje su se našle na desetom studijskom albumu Zabranjenog pušenja Radovi na cesti. Album su 10. listopada 2013. godine objavili Croatia Records i Dallas Records. Režirao je dva spota za promociju ovog albuma. Dana 28. prosinca 2013. godine Sučić i članovi skupine Zabranjeno pušenje proslavili su 30. obljetnicu rada benda sa svojim fanovima na koncertu u Skenderiji u Sarajevu.
Tijekom 2017. godine Sučić je sa Zabranjenim pušenje imao nastupe na novosadskom festivalu EXIT 2017, kao i a na beogradskom Beer Festu.

## Rad na radiju i televiziji
Vidi još: Top lista nadrealista

### Top lista nadrealista
Sučić je povremeno radio na skeč-humorističnoj televizijskoj emisiji Top lista nadrealista između 1984. i 1991. godine. Emisija je emitirana na TV Sarajevo. Godine 1989. producirao je veliki teatarsko-glazbeni program Top lista Nadrealista – LIVE koji je odsviran u 60 najvećih gradova bivše države.
Krajem lipnja 1992. započeo je raditi na 15-minutnim radio emisijama za Top listu nadrealista. U kolovozu 1993., nakon 50 neobičnih emisija na radiju, skupina je snimila i emitirala četiri televizijske epizode. S dolaskom struje u Sarajevu Top lista Nadrealista počinje sa scenskom, glazbenom i video produkcijom. Sučić je producirao glazbu za TV seriju i kazališnu predstavu TLN Live koju je na besplatnim nastupima vidjelo 20.000 sarajlija. Nakon ponovnog spajanja Zabranjenog pušenja 1996. godine, Sučić i Elvis J. Kurtović rade i na nastupima Top liste Nadrealista, koja poslije ratnog iskustva u BiH ostvaruje preko 300 nastupa po BiH, Hrvatskoj, Sloveniji, Njemačkoj, Austriji, Danskoj i Švicarskoj pod pokroviteljstvom sarajevskog ureda USAID-a.

### Drugi projekti
Kasnih 1980-ih, Sučić je skladao i glazbu za dvije televizijske serije za djecu koje je režirao Timothy John Byford za RTV Sarajevo. Skupa s Goranom Bregovićem i Miroslavom "Ćirom" Mandićem dobio je Zlatnu ružu u Monterrey-u za najbolji reklamni klip 1990. godine. Sučić se pojavio 2009. godine na OBN televiziji gdje je skupa sa Seadom Lipovačom, Davorom Gobcem i Vinkom Štefanac bio u žiriju glazbenog natjecanja Rat bendova.

## Humanitarni rad
Od 1994. godine Sučić surađuje s humanitarnom organizacijom Umbrella Grant te kao voditelj projekta organizira 80 dobrotvornih koncerata za izbjeglice i raseljena lica širom Bosne i Hercegovine, Hrvatske, Slovenije, Njemačke i Danske. Od 2000. godine Sučić sa svojim kolegama iz skupine Zabranjeno pušenje sudjeluje u jednom društvenoodgovornom projektu gdje su organizirali glazbene radionice za djecu i mladež koji su bili žrtve mina. Radionice su organizirane dva puta u godini. Zimske radionice održane su u Kranjskoj Gori, a ljetne su održane u Rovinju. Projekt je dobio potporu veleposlanstava Kanade, Norveške, SAD-a u Zagrebu. Posljednjih godina projekt je proširen i na djecu iz BiH.

## Osobno
Sučić je rođen u Sarajevu, gdje je završio osnovnu školu i Drugu sarajevsku gimnaziju. U to vrijeme je htio biti psihijatar, što je značilo prvo diplomiranje medicine prije početka specijalizacije na studiju psihijatrije. Tako je apsolvirao na Medicinskom fakultetu Sveučilišta u Sarajevu, ali ne i diplomirao jer je počeo ozbiljno baviti glazbom.
Godine 2003. Sučić je oženio Sašu Midžor, hrvatsku fotografkinju. Skupa imaju dvoje djece, sin Vito (2004.) i kćerka Nora (2010.). Također, ima kćer Tesu (1999. god.) iz prvog braka koja živi u Sarajevu.
Sučić piše kratke priče i kolumne za dnevni list Glas Slavonije već više od 15 godina. Diplomirao je povijest na Filozofskom fakultetu Sveučilišta u Zagrebu 2009. godine. Naslov njegove disertacije je "Sukob omladinske supkulture i jugoslavenske službene politike osamdesetih godina dvadesetog stoljeća".

## Diskografija
| Zabranjeno pušenje - Das ist Walter (1984.) - Dok čekaš sabah sa šejtanom (1985.) - Pozdrav iz zemlje Safari (1987.) - Male priče o velikoj ljubavi (1989.) - Fildžan viška (1996.) - Hapsi sve! (1998.) - Agent tajne sile (1999.) - Bog vozi Mercedes (2001.) - Live in St. Louis (2004.) - Hodi da ti čiko nešto da! (2006.) - Muzej Revolucije (2009.) - Radovi na cesti (2013.) - Šok i nevjerica (2018.) - Live in Skenderija Sarajevo 2018 (2022.) - Karamba! (2022.) |  | Shaderwan Code - Kad procvatu behari (2011.) - Ah, što ćemo ljubav kriti (2018.) Elvis J. Kurtović & His Meteors - Mitovi i legende o kralju Elvisu (1984.) Glazba za film i serije - Top lista nadrealista (1984.) - Tragom ptice dodo (1988.) - Paket (1994.) - Nafaka (2002.) - Ja sam iz Krajine, zemlje kestena (2013.) |

## Filmografija
| Godina        | Naslov                             | Uloga                       | Bilješke                                     |
| ------------- | ---------------------------------- | --------------------------- | -------------------------------------------- |
| 1984. – 1991. | Top lista nadrealista (TV serija)  | Gostujuće uloge             |                                              |
| 2002.         | Na svoji Vesni                     | Interpolov policajac        |                                              |
| 2002.         | Nafaka                             | Frontmen benda (nenavedeno) | Također i skladatelj                         |
| 2008. i 2013. | Lud, zbunjen, normalan (TV serija) | Sula                        | Sezona 1, epizoda: 33; sezona 5, epizoda: 16 |
| 2009.         | Partizanski film                   | Sam sebe                    | dokumentarni                                 |
| 2010.         | Druga strana rock and rolla        | Sam sebe                    | dokumentarni                                 |
| 2016.         | Nema pušenja u Sarajevu            | Sam sebe                    | dokumentarni                                 |
| 2017.         | Zarobljeno vreme                   | Sam sebe                    | dokumentarni                                 |
| 2018. – 2019. | Kod nas doma                       | Sam sebe                    | TV emisija                                   |
| 2019.         | Top.Hr                             | Sam sebe                    | TV emisija                                   |
| 2019.         | Poprock.Hr                         | gost emisije                | TV emisija                                   |
| 2019.         | In Magazin                         | Sam sebe                    | TV emisija                                   |
| 2019.         | Tusta                              | Sam sebe                    | dokumentarni                                 |
| 2020.         | Rokopisac                          | Sam sebe                    | Sezona 1, epizoda: 2                         |

### Ostalo
- "Exkluziv Tabloid" (? - danas)

## Vanjske poveznice
- Davor Sučić u internetskoj bazi filmova IMDb-u (engl.)
- Davor Sučić na Discogsu
- Zabranjeno pušenje
- Fullscreen: Intervju sa Sulom, Al Jazeera Balkans, 18. veljače 2023.